# Laurine Rousselet
Laurine Rousselet (Harich, 31 de diciembre de 1974)   es una poeta y prosista de expresión francesa. Colabora con distintas revistas culturales y dirige Los Cuadernos del Acercamiento.

## Biografía
Laurine Rousselet nació en Harich región la provincia de Shirak, ),  el último día de 1974. Llegó a París a los 18 años, cursando, por poco tiempo, estudios de letras en la Sorbona nueva y, con más asiduidad, aquellos del Asfored de donde salió en 1995 con un diploma de edición. 
Laurine Rousselet vivió en Saint-Germain-lès-Corbeil en el departamento de Essonne hasta el 1981, año en que su familia se trasladó al departamento de Charente, después del cambio de destino de sus padres docentes (madre profesora de matemáticas y padre profesor de francés). Fue alumna del instituto Guez-de-Balzac de Angulema.  En adelante se instaló en París el 1992, de donde regresó para Angulema en 2014.

## Carrera
El primer encuentro intervino en 1998, con Abdelhadi El Rharbi que la acompañó tocando el ud en lecturas públicas, en particular en el escenario del XXo Marché de la Poésie en junio de 2002. Tres encuentros, decisivos, siguieron: con Hubert Haddad, Marcel Moreau y Bernard Noël.
En 1998, publicó sus primeros poemas en la revista Digraphe. Un poemario, Tambour, siguió cinco años más tarde, inaugurando un periodo fausto de creación y colaboraciones artísticas intergenéricas. Marcel Moreau, su «compañero más fiel y más antiguo», como le gusta decir, escribió el prólogo de su segundo poemario, Mémoire de sel, publicado en 2004 en versión bilingüe francés-árabe realzando que el vértigo presidía a su escriptura. Laurine Rousselet fue la productora de la emisión radiofónica «Marcel Moreau, le possédé des mots» en France Culture «Sur les Docks», el 4 de enero de 2016.
En 2005, participó en la semana de la francofonía en La Habana en compañía de Arlette Albert-Birot y de Bernard Noël con quien entabló una relación de amistad duradera. De vuelta a París, este último redactó, en Le Marché des Lettres, una reseña que situó definitivamente la fama de Laurine Rousselet preocupada por « reunir en una misma escansión la palabra y la percepción, pues la primera desolla el segundo para restituir la vibración nerviosa en lugar de imaginarla ». A guisa de agradecimiento, escribió el artículo «ArletteAlbert-Birot», un circuit en boucle» en L'Actualité Nouvelle-Aquitaine, el 6 de julio de 2017.
En 2007, publicó una prosa poética –su primera– L'été de la trente-et-unième, con un valuoso prólogo de Marcel Moreau. Dicha prosa se reeditó por la editorial de l’Aigrette en 2021. Laurine volvió a La Habana en 2009 en el marco de una Misión Stendhal. La lengua y el alma hispanas ya se habían adentrado en ella. Escribió un artículo sobre los poemas mexicanos de Bernard Noël en el n° 69 de Archipiélago y, sobre todo, publicó De l'or havanais, libro que inauguraría su escritura política como por efecto de un puñetazo. 
Las lenguas ajenas, que no han dejado de acompañarla desde sus lecturas públicas, exigen una acción segunda, aquella de la divulgación por la traducción. En ambos sentidos. Traducida al árabe, al catalán, al español, se hace a su vez promotora de traducciones en el seno de Les Cahiers de l'Approche, una revista de poesía bilingüe y trimestral, que dirige desde 2011, publicando sucesivamente a Fátima Rodríguez, Xavier Quiepo, Cristina Peri Rossi, Maria Gracieta Besse, Ananda Levi, Joan Margarit, Stefano Cesari, Ponç Pons, Claudia Azzola, Nuno Judive y Jordi Julià.
Laurine Rousselet ha participado en varias revistas culturales, entre las cuales Éclairs (Prologue, en adelante), la revista numérica del polo ALCA y L'Actualité Nouvelle-Aquitaine (prensa escrita) a donde se han subido una serie de sus artículos. Produjo una emisión radiofónica sobre Hubert Haddad, «Hubbert Haddad, géomètre de l'imaginaire. Les mesures démultipliées de l'art» en France Culture, Création on Air, el 28 de diciembre de 2017. Laurine Rousselet estuvo en la Residencia de Escritores de la Universidad de Orléans desde el curso académico 2019-2020. Creó dos acontecimientos poéticos danza&poesía&música : Immersion con Vincent Chaillet, bailador primero del ballet de la Ópera de París, los músicos Émile Biayenda y Didier Frébœuf, Émergence  con la bailarina Sara Orselli de la compañía Carolyn Carlson i el creador sonoro Jean-Jacques Palix. Se publicó en 2022 una recopilación epónima.

## Premios literarios
2015 : Naji Naaman's Literary Prize por Syrie, ce proche ailleurs.

### Obras de Laurine Rousselet

#### Poesía
- Tambour, Paris : Éditions Dumerchez, 2003.

- Mémoires de sel, (bilingue français-arabe, traduction Abed Azrié), Paris: Éditions L'Inventaire, 2004.

- Séquelles, Éditions Dumerchez, Paris, 2005.

- El Respir (bilingue français catalán, traduction Manuel Costa Pau), Gaüses: Llibres del Segle, 2008.

- Journal de l'attente, Plounéour-Ménez : Éditions Isabelle Sauvage, 2013.[8]

- Crisálida, Paris : Éditions L'Inventaire, 2013.

- nuit témoin, Isabelle Sauvage, 2016.[9]
- ruine balance, Isabelle Sauvage, 2019.[8]

- La Montreuse de singe, in Des Poètes à l'œuvre, Musées d'Angers, éditions Art3 Plessis, 2019.

- Barcelona, La Part Commune, 2020.[10]

- Rue Ion Brezoianu, L'Inventaire, 2021.

- Instantanee (bilingüe francés/romanés), traducción Magda Cârneci, Charmides, 2021.

- Émergence, L'Inventaire, 2022.

#### Obras en ediciones de tirada limitada
- L’Ange Défunt, illustrations d’Hubert Haddad, Alain Lucien Benoît, Rochefort‑du‑Gard, 2003.

- Au jardin de la chair cernée, dessins de Thierry le Saëc, Languidic : La Canopée, 2008.

- Amaliamour, gravures d’Albert Woda, Reynès : Éditions de l’Eau, 2010.

- Faim et Faim, peintures de Guillaume Guintrand, Rennes : Éditions Approches, 2010.

- Vacarmes, photographies et collages d’Yves Piquet, Landerneau : Double Cloche, 2012.

- Ce matin six heures, gravures sur bois de Jacky Essirard, Angers : l'Atelier de Villemorge, 2013.

- tondo/tondi, Ouvrage collectif (Ascal, Freixe, Kerhoas, Piquet, Rougé), peintures originales d’Yves Piquet, Landerneau : Double Cloche, 2014.

#### Relatos
- L'été de la trente-et-unième, Mont-de Marsan : L'atelier des Brisants, 2007.

- De l'or havanais, Rennes : Éditions Apogée, 2010.[11]

- La Mise en jeu, Éditions Apogée, Rennes, 2012.

- L'Eté de la trente et unième, Les éditions de l'Aigrette, 2021.

#### Otros
- Hasardismes, aphorismes, Éditions L’Inventaire, Paris, 2011.

- Syrie, ce proche ailleurs, essai-poésie, Paris : Éditions L'Harmattan, 2015.

- Correspondance avec Bernard Noël, Artaud à la Havane, coll. « Créations au féminin », éd. L'Harmattan, 2021.

#### Emisiones radiofónicas
(con François Teste), « Marcel Moreau», Collection Témoignages, Sur les docks, France Culture, 4 de enero de 2016.
«Hubert Haddad, géomètre de l'imaginaire. Les mesures démultipliées de l'art », Création on air, France Culture, 28 de desembre del 2017.

### Artículos y emisiones radiofónicas sobre Laurine Rousselet
- « Laurine Rousselet : L’effractionnaire », Atelier de la création, France Culture, junio 2013.[12]

- « Laurine Rousselet, Journal de l’attente », Ca rime à quoi par Sophie Nauleau, France Culture, octubre de 2013.[13]

- Jean-Paul Gavard-Perret, Celle qui n’est pas sous influences, entretien avec Laurine Rousselet, du 23 de junio de 2016.[14]

- « Laurine Rousselet, Immersion », Les carnets de la création par Aude Lavigne, France Culture, du 20 de junio de 2019.[6]

- Luc Vigier, « Laurine Rousselet, Graver les cris »,  Quinzaines, no 1217 (1° de julio de 2019).[15]

- Luc Vigier, « Tout est ligne », Quinzaines, n° 1228 (1° de julio de 2020).[16]

- Véronique Bergen, « Laurine Rousselet : la pulsation poétique », Diacritik, 28 de junio de 2021.[17]

- Véronique Bergen, « Laurine Rousselet : Dans les pas de Carolyn Carlson », Diacritik, 28 de marzo de 2022.[18]